# Celestus scansorius
Celestus scansorius är en ödleart som beskrevs av  Mccranie och WILSON 1996. Celestus scansorius ingår i släktet Celestus och familjen kopparödlor. IUCN kategoriserar arten globalt som nära hotad. Inga underarter finns listade i Catalogue of Life.